# Rudolf Schoeller
Rudolf Schoeller (n. 27 aprilie 1902, Düren, Reich-ul German – d. 7 martie 1978, Grabs⁠(d), Cantonul St. Gallen, Elveția) a fost un pilot de Formula 1. De-a lungul carierei a luat startul în 1 cursă, niciuna din pole-position. Nu a câștigat nicio cursă și nu a terminat niciodată pe podium, acumulând 0 puncte în întreaga activitate ca pilot de Formula 1.